# Kōichi Oita
Kōichi Oita (jap. 種田 孝一 Oita Kōichi; ur. 9 kwietnia 1914 w Tokio, zm. 11 września 1996 tamże) – japoński piłkarz, reprezentant kraju.
Od 1935 do 1937 roku występował w klubie Uniwersytetu Tokijskiego.
Karierę reprezentacyjną rozpoczął w 1936 roku. W sumie w reprezentacji wystąpił w dwóch spotkaniach. Został powołany do kadry na Igrzyska Olimpijskie 1936.

## Statystyki
| Reprezentacja Japonii | Reprezentacja Japonii | Reprezentacja Japonii |
| Rok                   | Mecze                 | Gole                  |
| --------------------- | --------------------- | --------------------- |
| 1936                  | 2                     | 0                     |
| Razem                 | 2                     | 0                     |